# Herrestads och Ljunits häraders domsaga
Herrestads och Ljunits häraders domsaga var en domsaga i Malmöhus län. Den bildades 1848 genom delningen av Ingelstads, Herrestads, Järrestads och Ljunits häraders domsaga. Domsagan uppgick 1865 i Vemmenhögs, Ljunits och Herrestads häraders domsaga
Domsagan lydde under hovrätten över Skåne och Blekinge.

## Tingslag
- Herrestads tingslag
- Ljunits tingslag